# Старац Григорије
Старац Григорије (умро пре 1355) је био српски властелин из околине Призрена, који се касније замонашио и добио манастирску титулу старац.
Сарађивао је са монахом Јаковом који је руководио изградњом задужбине Душана Силног (краљ 1331—1346, цар 1346—1355), манастиром Светих Архангела, и касније постао њен први игуман. Утицао је на Теодосија да заједно са њим из Свете горе дође у Србију и напише своје „Житије светог Петра Коришког”, као и песме и службе посвећене том свецу (око 1310. године). Сматра се да је један од ученика Григорија Синајита, а има индиција да би он могао да буде тзв. Данилов ученик односно главни писац великог зборника „Житија краљева и архиепископа српских”, који је започео архиепископ Данило II (1324—1337).